# Kokdala
Kokdala (可克达拉市S, KěkèdálāP) è una città-contea della Cina, situata nella regione autonoma di Xinjiang e appartenente alla prefettura autonoma kazaka di Ili.